# Atherigona fumivenosa
Atherigona fumivenosa är en tvåvingeart som beskrevs av Deeming 1972. Atherigona fumivenosa ingår i släktet Atherigona och familjen husflugor.
Artens utbredningsområde är Kenya. Inga underarter finns listade i Catalogue of Life.